# 가미이지마역
가미이지마역(일본어: 上飯島駅)은 일본 아키타현 아키타시에 위치한 동일본 여객철도 오우 본선의 철도역이다. 상대식 승강장 2면 2선의 구조를 갖춘 지상역이다.

## 타는 곳
| (서측) | ■ 오우 본선 | (하행) | 히가시노시로 · 오다테 · 아오모리 방면 |
| (서측) | ■ 오가 선   |        | 오이와케 · 후타다 · 오가 방면         |
| (동측) | ■ 오우 본선 | (상행) | 아키타 방면                           |

## 역 주변
- 아키타 화력 발전소
- 국도 제7호선
- 아키타 시 이지마 지역 센터

## 역사
- 1944년 9월 28일 : 일본국유철도의 가미이지마 신호장으로서 개업.
- 1949년 7월 11일 : 신호장이 폐지.
- 1954년 4월 10일 : 다시 가미이지마 신호장으로서 개업.
- 1964년 2월 10일 : 역으로 승격. 가미이지마역 개업.
- 1987년 4월 1일 : 일본국유철도 분할 민영화에 의해, 동일본 여객철도가 승계.
- 2007년 : 상행선 승강장의 일부에 옥상과 새로운 LED 전광 게시판(운행 정보등)이 부착되었다.

## 인접 역
| 동일본 여객철도 오우 본선 | 동일본 여객철도 오우 본선 | 동일본 여객철도 오우 본선 |
| ------------------------- | ------------------------- | ------------------------- |
| 쓰치자키 요코테 방면      | ■ 보통                    | 오이와케 아오모리 방면    |